# マクシミリアン・リュス
マクシミリアン・リュス（Maximilien Luce、1858年3月13日 - 1941年2月6日）はフランスの画家、イラストレータ、版画家である。

## 略歴
パリの当時、労働者階級が多く住んだモンパルナスに生まれた。父親は鉄道会社の社員であった。14歳で木版画職人のHenri-Théophile Hildebrand (1824–1897)の弟子になった。3年間木版画の見習いとして働きながら、夜間は工芸学校で絵を学んだ。家族とパリ近郊のモンルージュに移った後も、国立ゴブラン製造所の絵画の教授のディオジェーヌ・マイヤールから学んだ。1876年に版画家のフロマン(Eugène Froment:1844–1900)の工房で働き始め、挿絵入り新聞「イリュストラシオン」や「The Graphic」を含む出版物のために木版画を作った。リュスは私立の美術学校、アカデミー・シュイスでも学び、肖像画家のカロリュス＝デュラン(1837–1917）の工房でも学んだ。 レオ・ゴーソン(1860-1944)やカヴァッロ＝ペドゥッツィ(Émile-Gustave Cavallo-Péduzzi:1851-1917)といった新印象派の画家と親しくなり、彼らとラニー＝シュル＝マルヌなどパリ郊外の風景画を描いた。
1879年から4年間、軍役についた後、その頃、多色版画の新しい技術によって、習得した木版の技術が時代遅れになっていた事もあってリュスは、版画を止めて絵画に専念することにした。ゴーソンらにジョルジュ・スーラ(1859-1891)が試みていた光学的理論を取り入れた点描の技法を知った 。リュスが点描で描いてた時代の作品の評価が高い。1887年からモンマントルに住むようになった。アンデパンダン美術協会の会員となり第3回のアンデパンダン展に出展し、その作品は画家のカミーユ・ピサロや批評家、画商のフェリックス・フェネオンに評価された。ピサロやポール・シニャックの他、多くの「新印象派」の画家たちと交流した。その中にはスーラ、アンリ＝エドモン・クロス、シャルル・アングラン、アルマン・ギヨマン、イポリット・プティジャン、アルベール・デュボワ＝ピエらが含まれていた。1888年にフェネオンの企画で最初の個展が開かれた。1889年にはベルギーの「20人展」にピサロらとともに招待され出展した。1892年にも「20人展」に出展した。
1915年から1919年を除いて、没する1941年までアンデパンダン展に毎年出展し、1926年には最初の出展から30年にあたったので回顧展も開かれた。1909年にアンデパンダン美術協会の副会長に選ばれ1935年にポール・シニャックを継いで、会長になった。1940年にヴィシー政権が、ユダヤ人芸術家を会員から排除する法律を作ったのに抗議して会長職を辞した。
思想面では無政府主義に共鳴しており、アナキストのジャン・グラーブが出版した「Les Temps nouveaux」など社会主義の刊行物に挿絵を描いた。1894年6月24日に共和国大統領、マリー・フランソワ・サディ・カルノーがアナキストに暗殺されると7月8日に暗殺の関係者であるという容疑で逮捕され、マザス監獄(Prison Mazas)に収監された。42日後に開放された後、この経験を描いた10点の版画からなる版画集、「Mazas」を出版した。
1941年にパリで没した。

## 作品

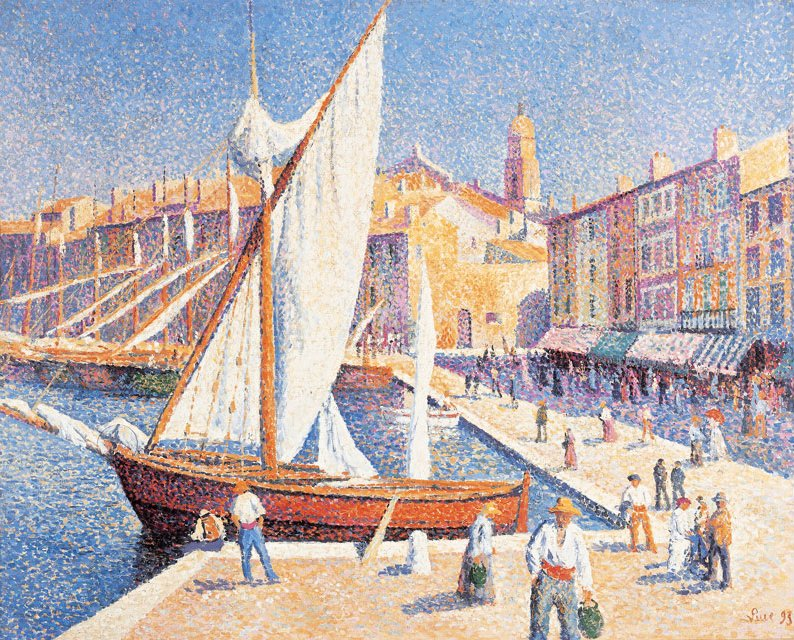
「サントロペの港」(1893)
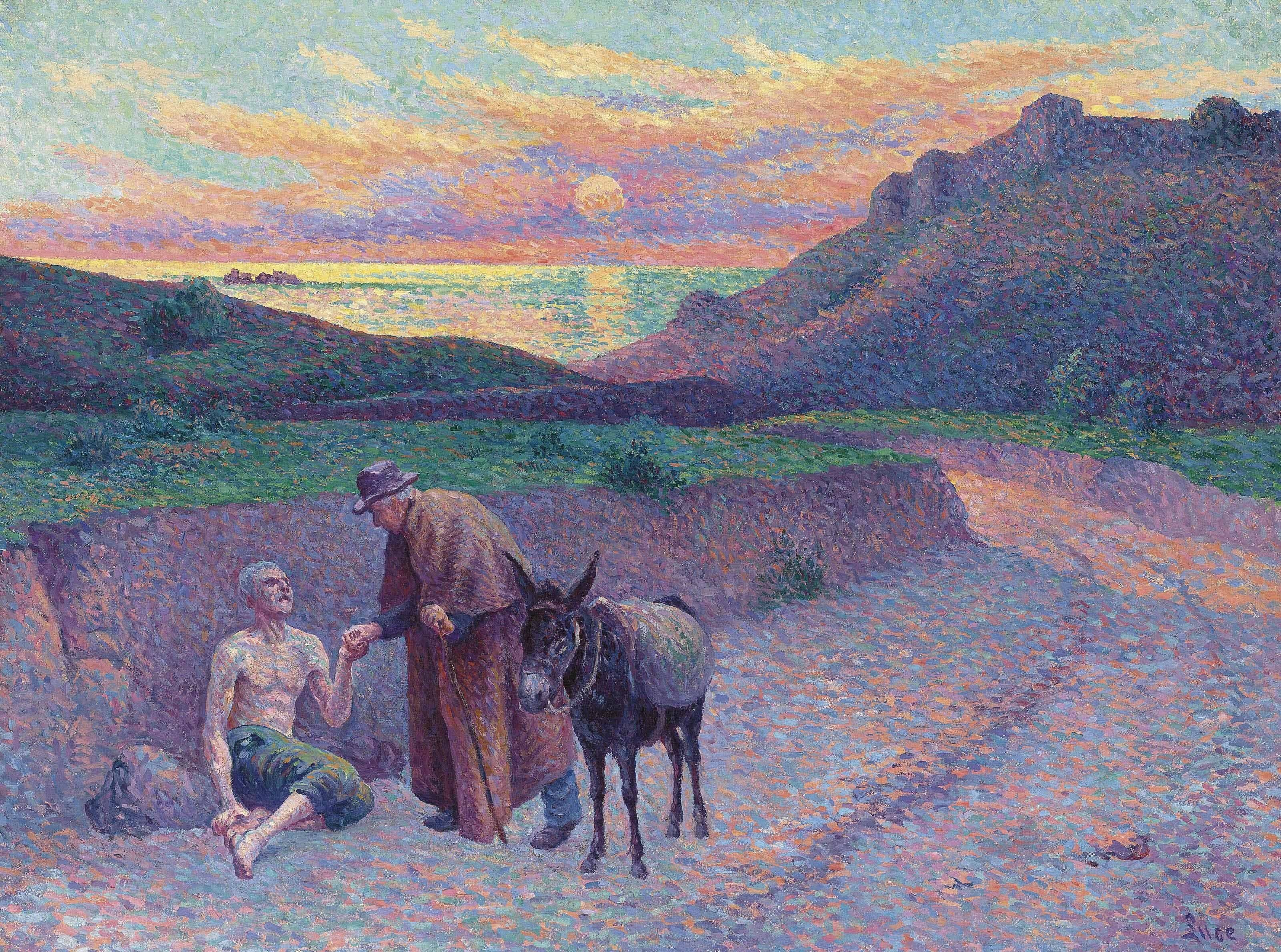
"Le bon samaritain"(1896)
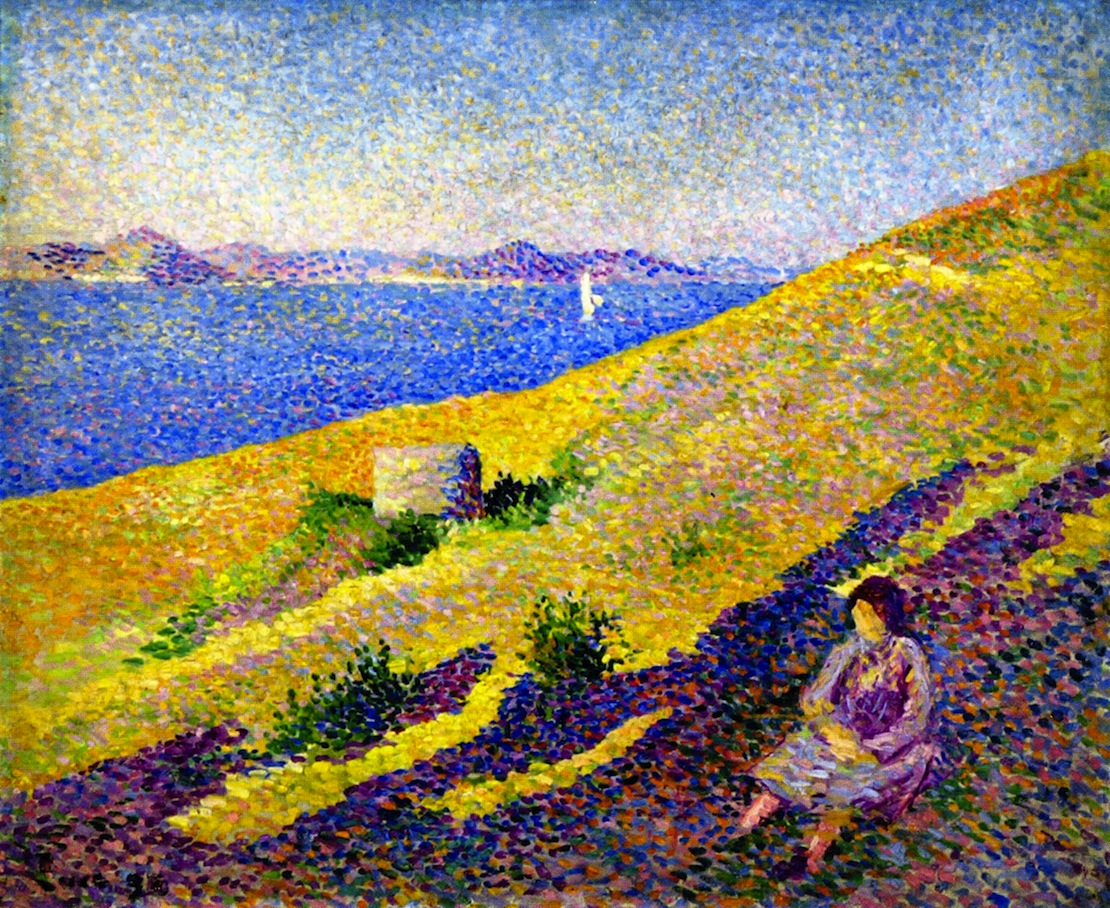
" Côte de la Citadelle"(1892)
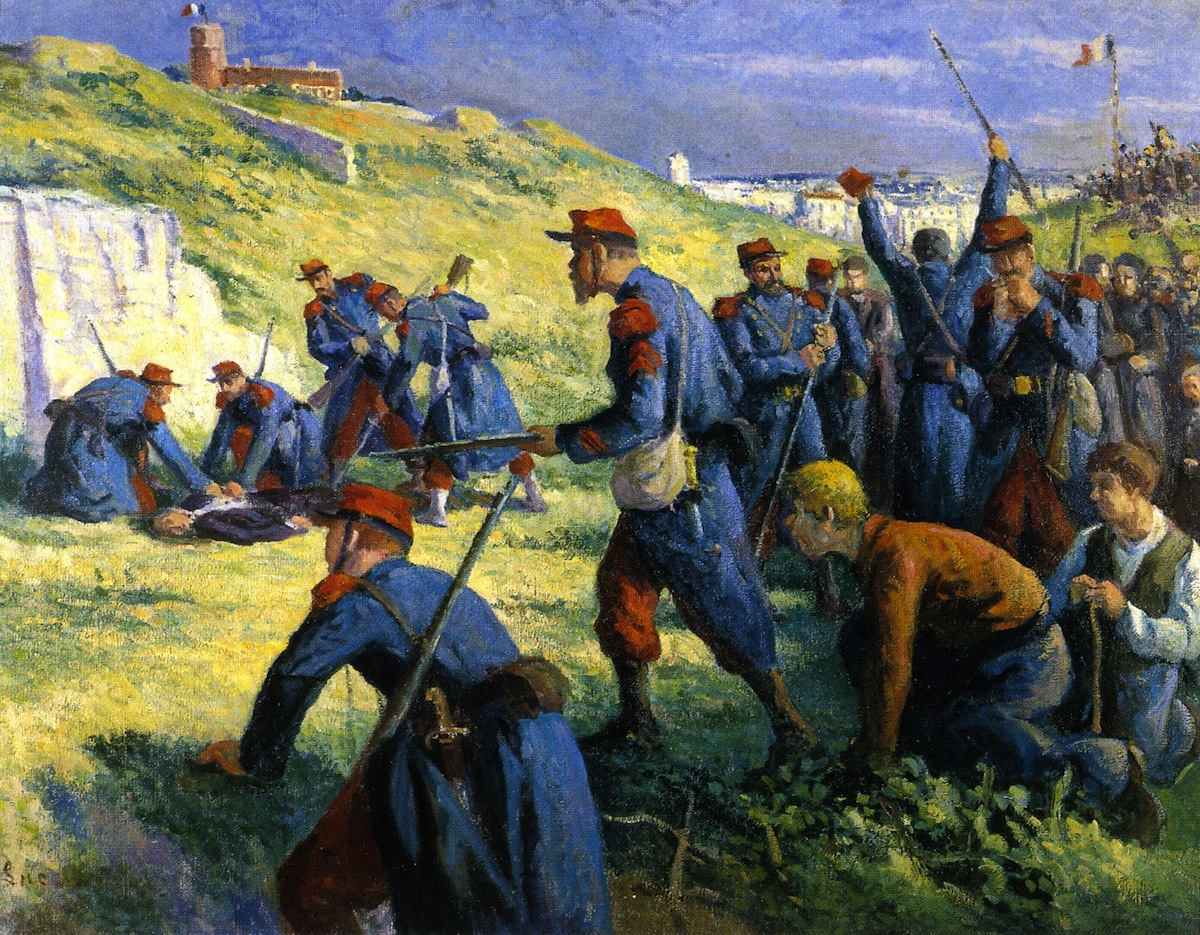
「ヴァルランの処刑」
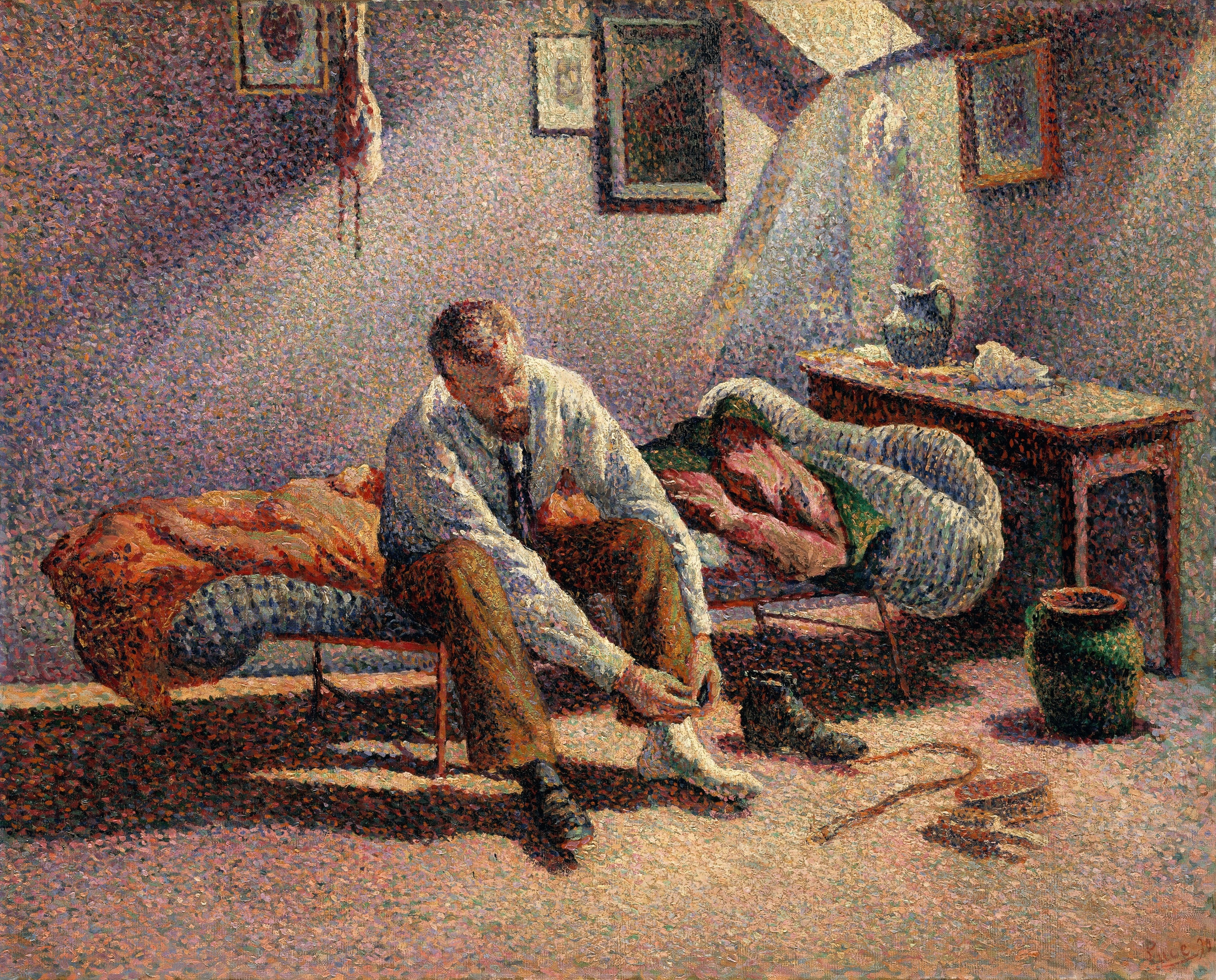
"Morning, Interior" 「朝、室内にて」(1890)
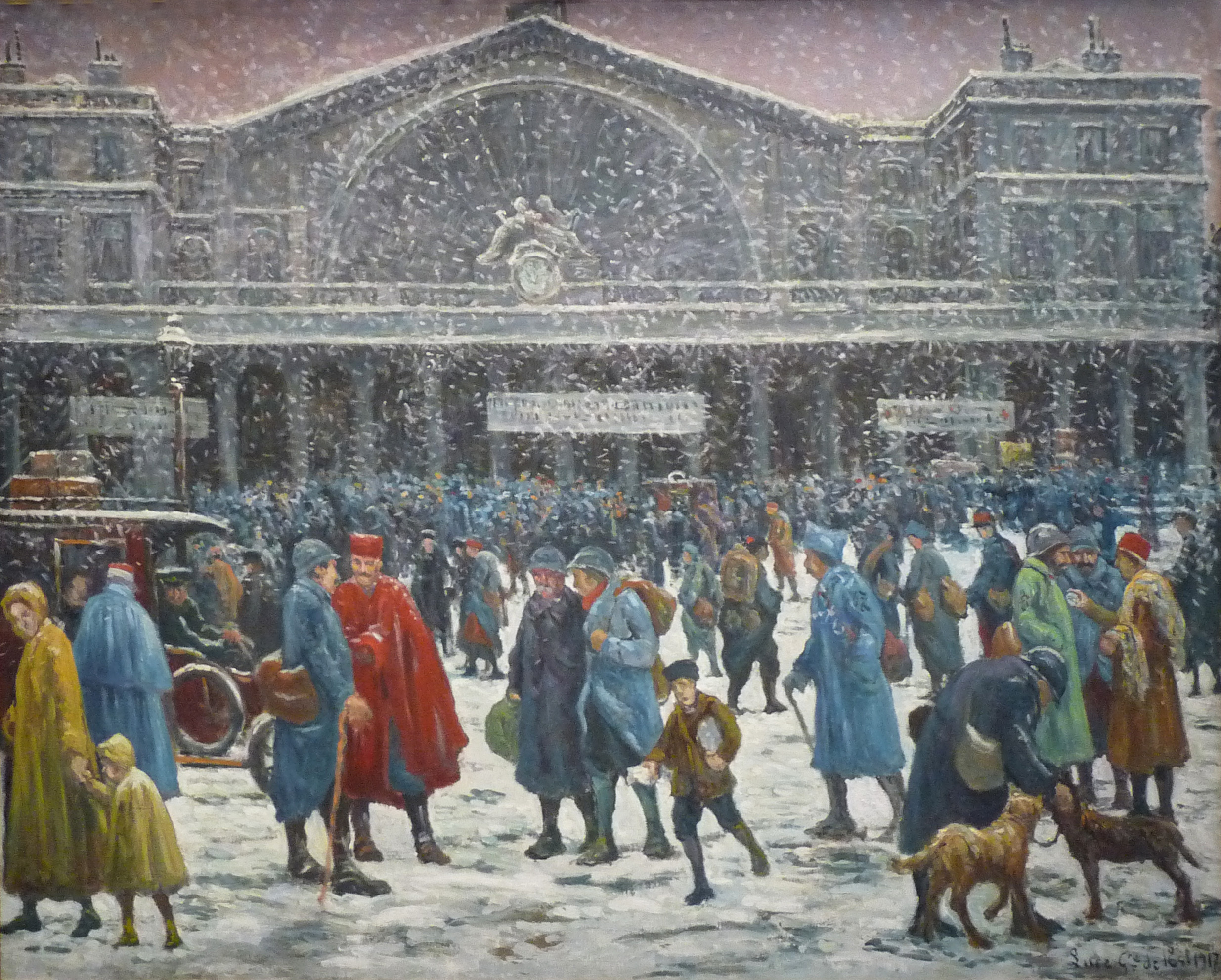
「雪のパリ東駅」(1917)
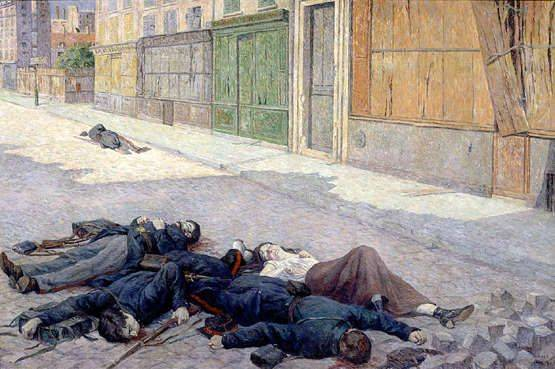
「1871年5月のパリ・コミューンの犠牲者」 (c.1904)